# 미안 무함마드 샤리프
미안 무함마드 샤리프(우르두어: میاں محمد شریف, 영어: Mian Muhammad Sharif, 1919년 11월 18일~2004년 10월 19일)는 이테팍 그룹의 공동 설립자이자 샤리프 그룹의 설립자로 알려진 파키스탄의 사업가이다. 그의 세 아들 중 두 명인 나와즈와 셰바즈는 파키스탄의 총리가 되었다.

## 어린 시절 및 가족
샤리프는 1919년 잠무 카슈미르 왕국의 아난트나그에서 이주한 조상들의 아들로 자티 움라(암리차르)의 버트 무역상 집안에서 태어났다. 그는 일곱 형제 중 한 명이었다. 신뢰할 수 있는 자료에 따르면, 그는 동부 펀자브주에서 학교를 다닌 후 대학 교육을 위해 라호르로 이주했고, 라호르의 DAV 칼리지에서 공부했다. 1936년 가족은 더 나은 경제적 기회를 위해 라호르로 이주했다. 샤리프는 힌두교 사업가와 함께 라호르에서 철강 공장을 시작했다. 그는 나중에 자신의 성공과 배움의 대부분을 해당 사업가의 배려와 관대함 덕분이라고 생각했다.
1939년 샤리프는 자신의 농지를 판 후 작은 강철 주조 공장을 설립했다. 그의 사업은 BECO 엔지니어링 다음으로 펀자브주에서 가장 큰 사업 중 하나였다. 1973년 줄피카르 알리 부토 총리는 자신의 공장들을 국유화하고 주요 샤리프는 두바이에 철강 공장을 설립하였다.
그는 베굼 샤밈 아크타르와 결혼하여 세 명의 아들을 두었다. 그의 자녀들은 모두 나와즈 샤리프, 셰바즈 샤리프, 아바스 샤리프 등 정치인이 되었다. 그는 라호르 알라마 이크발 타운의 라이윈드에 있는 샤리프 메디컬 시티라는 복지 프로젝트를 개발했다.

## 사망
2000년 페르베즈 무샤라프는 샤리프의 가족을 사우디아라비아로 망명시켰다. 그는 2004년 10월 19일 84세의 나이로 지다에서 심장마비로 사망했다. 샤리프는 만성 심장질환을 앓고 있었고 혈관성형술을 두 번 받았다. 1982년, 그는 그의 첫 번째 심장 우회술을 받았다. 그의 장례식은 2004년 10월 30일 마스지드 알하람에서 거행되었다. 그는 라호르 알라마 이크발 타운의 라이윈드에 묻혔다.